# Неграја (Валча)
Неграја (рум. Negraia) насеље је у Румунији у округу Валча у општини Песчана. Oпштина се налази на надморској висини од 343 m.

## Становништво
Према подацима из 2002. године у насељу је живело 373 становника, од којих су сви румунске националности.